# Cuyahoga-Valley-Nationalpark
Der Cuyahoga-Valley-Nationalpark befindet sich im Nordosten der USA. Es ist der erste Nationalpark in Ohio und liegt in der Nähe von Akron und Cleveland. Durch den Park schlängelt sich der Cuyahoga River,  was in den irokesischen Sprachen Crooked River (deutsch in etwa „Gewundener Fluss“) bedeutet.
1974 wurde das 132 km² große Gebiet zu einem nationalen Erholungsgebiet (National Recreation Area) erklärt. Am 11. Oktober 2000 entstand daraus der Nationalpark. Bei Besuchern beliebt sind Wanderungen und Radfahren auf dem 30 km langen Towpath Trail, der früher ein Teil des 496 km langen Ohio-Erie-Kanals war. 